# شهرستان هوگوان
شهرستان هوگوان (به لاتین: Huguan County) یک منطقهٔ مسکونی در چین است که در چانگجی واقع شده‌است.